# هاکسل
هاکسل (به آلمانی: Huxel) یک منطقهٔ مسکونی در آلمان است که در اشمالنبرگ واقع شده‌است. هاکسل ۱۵۰ نفر جمعیت دارد.